# Barend Avercamp
Pour les articles homonymes, voir Barend.
Barend Petersz. Avercamp est un peintre néerlandais né à Kampen dans l'Overijssel entre 1612 et 1613 et mort au même endroit en 1679. Il est connu pour être le neveu et l'élève du peintre Hendrick Avercamp. Il travailla sur des sujets et d'une manière assez semblable à son maître mais Hendrick a la réputation d'être beaucoup plus talentueux. 
Il commence sa carrière en 1626 dans sa ville natale auprès de son oncle. Il quitte ensuite Kampen en 1640 pour Zutphen où il reste jusqu'en 1649. Il retourne cette année-là à Kampen.
À la fois peintre et dessinateur, il a abordé différents thèmes : l'architecture, les paysages en particulier ceux de neige ainsi que le portrait.